# Колеманит
Колеманит (Ca2B6O11·5H2O) — минерал, относящийся к классу боратов.

## История открытия
История открытия колеманита тесно связана с развитием горного дела в Долине Смерти. Так как именно здесь был открыт колеманит, и начата его разработка. И поначалу его добыча действительно приносила огромные прибыли, но минерал добывался в неочищенном виде, а для его очистки требовалось удалять пустую породу посредством тепловой обработки. Именно связанные с этим процессом сложности и привели владельца к банкротству, и несколько лет спустя расположенные в этой местности шахтерские городки безвозвратно опустели.
Открыт и классифицирован как новый минерал в 1884 году Дж. Т. Эвансом из Академии наук Калифорнии. Своё название он получил в честь владельца рудников, на которых был обнаружен, Уильяма Телля Колемана, несмотря на его возражения. Колеман считал, что лучше назвать минерал смитсонитом, однако это название так и не прижилось.

## Условия образования
Колеманит всегда формируется в зонах с интенсивным испарением поверхностных вод, но всё-таки процесс его образования до конца ещё не изучен. Предполагается что, когда вода, насыщенная различными химическими элементами, в особенности бором, испаряется, начинает повышаться концентрация химических составляющих в оставшейся жидкости. А после полного испарения воды, поверхность покрывается коркой минералов, имеющей, в большинстве своём, вид обычной земли. Однако часть влаги, до того как полностью испариться, уходит в осадочные породы, и скорее всего, именно она, насыщенная бором, является главным фактором образования колеманита.

## Физико-химические свойства
Кристаллы колеманита обычно беловатой окраски, бывают бесцветными, в случае чистых кристаллов, либо рыжевато-коричневыми при наличии примесей.
Колеманит способен накапливать электрический заряд при изменении температуры, то есть является пироэлектриком. При этом предполагается что это его свойство, как то связано со структурой его кристаллической решетки, хотя теоретически оно не может проявляться у минералов с моноклинной сингонией. Однако колеманит является исключением из правила, причем причина этого до сих пор не найдена. Предполагается, что структура всех боратов гораздо более схожа с пьезоэлектрическими силикатами, нежели с карбонатами.

## Месторождения
В больших количествах встречается довольно редко, а рентабельных месторождений, которые доступны для разработки, и вовсе единицы. Самые крупные из них находятся в Долине Смерти (Калифорния, США), пустыне Атакама (Чили), в Пандерме (Турция), Сали-нас-Грандесе (Аргентина) и Инде-боре (Казахстан).

## Применение
Колеманит является ценным природным промышленным источником нерастворимого бора, и борной кислоты, которые применяются в самых различных областях: химической, фармацевтической промышленности, (для лечения различных глазных, кожных болезней и в качестве антисептика), и так далее.